# Fogbank

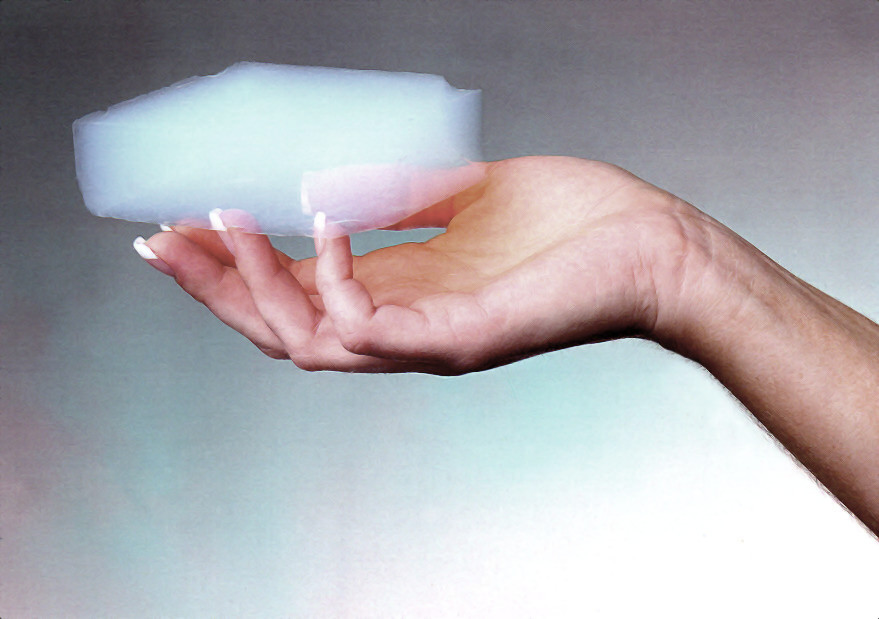
Un blocchetto di aerogel di silice. Secondo diversi esperti di armamenti, anche il Fogbank sarebbe un aerogel.

Fogbank, talvolta reso anche come FOGBANK, è il nome in codice dato a un materiale utilizzato nelle testate termonucleari W76, W78 e W88, facenti parte dell'arsenale nucleare degli Stati Uniti d'America.
I dettagli relativi alla precisa natura del Fogbank sono classificati, così come sono classificati, stando a quanto riferito da Dennis Ruddy, ex direttore generale dei laboratori nazionali di Oak Ridge, la sua composizione, il suo utilizzo nelle testate nucleari e il suo processo di produzione e di funzionamento. Tuttavia, alcune dichiarazioni di Tom D'Agostino, ex capo della National Nuclear Security Administration, hanno lasciato intendere che il ruolo del Fogbank sia quello di materiale di interstadio (secondo alcuni si tratterebbe in particolare di un aerogel), posto all'interno dell'hohlraum, vale a dire un materiale in questo caso progettato per assumere lo stato di plasma surriscaldato in seguito all'innesco della fissione all'interno dell'arma, e che inneschi a sua volta la fase di fusione.

## Storia
Fonti ufficiali non classificate hanno rivelato che il Fogbank è stato originariamente prodotto nella struttura 9404-11 del Y-12 National Security Complex, uno stabilimento di proprietà della NNSA situato vicino ai laboratori di Oak Ridge, nel Tennessee, dal 1975 al 1989, quando il lotto finale di testate W76 fu infine completato. Dopodiché, l'impianto è stato messo fuori servizio e infine, nel 1993, smantellato lasciando solo un piccolo impianto pilota atto a produrre piccoli lotti di Fogbank a scopo di test.
Quando, nel 1996, il governo statunitense decise di sostituire, rinnovare o smantellare un gran numero delle proprie armi nucleari, e il dipartimento dell'energia stabilì un conseguente programma di ristrutturazione per prolungare la vita utile delle vecchie armi nucleari (fu deciso ad esempio di prolungare l'utilizzabilità delle già citate W76 perlomeno fino al 2040), ci si rese presto conto che il Fogbank avrebbe potuto costituire una potenziale fonte di problemi, essendo state conservate solo poche registrazioni del suo processo di produzione ed essendo venuti a mancare, per pensionamento o altri motivi, quasi tutti i membri del personale che aveva preso parte a tale produzione. Dato che, stando a quanto affermato da uno studio dei laboratori nazionali di Los Alamos, le simulazioni del tempo non potevano essere ritenute abbastanza sofisticate da poter garantire che un altro materiale avrebbe funzionato con la stessa efficacia del Fogbank, nel 2000 la NNSA decise comunque di riattivare la produzione del materiale.
Poiché la produzione del Fogbank prevede tra le altre cose l'utilizzo dell'acetonitrile, un solvente altamente volatile e moderatamente tossico, e poiché la struttura 9404-11 era stata posta fuori servizio da molto tempo, fu necessario provvedere alla realizzazione di un nuovo stabilimento che rispettasse gli odierni standard di sicurezza e prevenzione del rischio. Produrre nuovamente il Fogbank si rivelò tuttavia tutt'altro che semplice, tanto che, dopo svariati fallimenti, rinvii, l'aumento del progetto Fogbank allo status di "Codice blu" nel settembre 2007, e una spesa di oltre 100 milioni di dollari, le prime testate ricondizionate furono consegnate alla marina militare statunitense solamente nell'autunno del 2009, quasi 10 anni dopo l'approntamento del programma di aggiornamento da parte del dipartimento dell'energia.
Il processo di ingegneria inversa applicato al processo di produzione del Fogbank ha portato a una maggior comprensione del processo di funzionamento del materiale. Analizzando i precedenti rapporti di produzione e i fallimenti a cui erano andati incontro nei nuovi tentativi di realizzazione del Fogbank, gli odierni ricercatori sono arrivati a concludere che il materiale riusciva a raggiungere determinate performance grazie a una particolare impurità prodotta da inquinanti presenti nelle materie prime di partenza che, con gli odierni metodi di preparazione di tali materie prime, vengono eliminati. È stato quindi scoperto che, originariamente, le performance del Fogbank erano dovute a ragioni non del tutto comprese, poiché in parte dovute a impurità la cui presenza non era stata preventivata. Dopo tale scoperta, il processo di produzione è stato rivisto, con l'introduzione di un sistema atto ad aggiungere tale sostanza a parte nel corso del flusso produttivo, e l'aggiornamento delle testate nucleari ha potuto essere concluso.